# Romy Schmidt

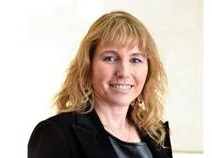
Một hình ảnh về Roma Maria Schmidt Crnosija

Romy María Schmidt Crnosija (sinh ngày 18/11/1965) là một luật sư, học giả, nhà nghiên cứu và chính trị gia Chile. Bà là Bộ trưởng Tài sản Quốc gia  cho Tổng thống Michelle Bachelet từ ngày 11 tháng 3 năm 2006 đến ngày 6 tháng 1 năm 2010.
Schmidt học tại Liceo Manuel de Salas ở Santiago. Bà đã nhận được bằng luật từ Đại học Trung tâm Chile năm 1994 và lấy được bằng thạc sĩ về Người khuyết tật tại Đại học Salamanca, Tây Ban Nha năm 1997
Từ năm 1998 đến 1999, Romy Schmidt từng là cố vấn của Tổ chức Lao động Quốc tế (ILO).
Từ 1997 đến 2005, Romy Schmidt từng là giáo sư của các khóa học luật lao động tại Trường Kỹ thuật Xây dựng của Đại học Trung tâm Chile và là giáo sư về luật khuyết tật tại Trường Trị liệu Nghề nghiệp tại Đại học Thị trưởng.
Từ năm 2002, thuế nhà nước được thu bởi Quỹ Người khuyết tật Quốc gia (Fonadis), Romy Schimidt phụ trách công việc lập pháp mà cơ quan này tiến hành với Quốc hội.
Năm 2004, Romy Schmidt vừa là cố vấn cho Tổng thư ký của Chính phủ và Phó Chủ tịch Hội đồng quản trị các trường mẫu giáo quốc gia (JUNJI).
Sau khi chức vụ của Schmidt kết thúc, bà được Bachelet bổ nhiệm vào đầu năm 2010 với tư cách là giám đốc đầu tiên của Bảo tàng Ký ức và Nhân quyền.
Bà là thành viên của Đảng Dân chủ (PPD), và đã kết hôn với nhà xã hội học và chính trị gia, ông Antonio Leal.